# 경기도교육감
경기도교육감은 경기도교육청의 사무를 지휘·감독하는 차관급 정무직공무원이다. 임기는 4년으로 3번까지 연임이 가능하다.

## 역대 교육감
| 대수                                                  | 이름   | 임기                            | 선거                                       |
| ----------------------------------------------------- | ------ | ------------------------------- | ------------------------------------------ |
| 제1대                                                 | 홍락선 | 1964년 2월 6일~1969년 2월 3일   | 간선                                       |
| 제2대                                                 | 홍락선 | 1969년 2월 4일 1972년 2월 3일   | 간선                                       |
| 제3대                                                 | 신능순 | 1972년 2월 4일~1976년 2월 3일   | 간선                                       |
| 제4대                                                 | 신능순 | 1976년 2월 4일~1980년 2월 10일  | 간선                                       |
| 제5대                                                 | 이준경 | 1980년 2월 11일~1983년 2월 27일 | 간선                                       |
| 제6대                                                 | 황철수 | 1983년 2월 28일~1987년 2월 4일  | 간선                                       |
| 제7대                                                 | 박윤섭 | 1987년 2월 9일~1989년 4월 24일  | 간선                                       |
| 제8대                                                 | 한환   | 1989년 5월 6일~1993년 5월 5일   |                                            |
| 제9대                                                 | 한환   | 1993년 5월 6일~1997년 5월 5일   |                                            |
| 제10대                                                | 조성윤 | 1997년 5월 6일~2001년 5월 5일   |                                            |
| 제11대                                                | 조성윤 | 2001년 5월 6일~2002년 2월 19일  |                                            |
| 제12대                                                | 윤옥기 | 2002년 4월 20일~2005년 5월 5일  |                                            |
| 제13대                                                | 김진춘 | 2005년 5월 6일~2009년 5월 5일   |                                            |
| 제14대                                                | 김상곤 | 2009년 5월 6일~2010년 6월 30일  | 2009년 경기도 교육감 선거                  |
| 제15대                                                | 김상곤 | 2010년 7월 1일~2014년 3월 1일   | 제5회 전국동시지방선거 42.33%(1,846,083표) |
| 제16대                                                | 이재정 | 2014년 7월 1일~2018년 6월 30일  | 제6회 전국동시지방선거 36.51%(1,666,921표) |
| 제17대                                                | 이재정 | 2018년 7월 1일~2022년 6월 30일  | 제7회 전국동시지방선거 40.81%(2,385,410표) |
| 제18대                                                | 임태희 | 2022년 7월 1일~                 | 제8회 전국동시지방선거 54.79%(3,081,100표) |
| 출처: 경기도교육청, 중앙선거관리위원회 선거통계시스템 |        |                                 |                                            |

## 같이 보기
- 경기도교육감 선거
- 경기도 부교육감
- 경기도교육청